# Sammy Frost
Sammy Frost là một cầu thủ bóng đá thi đấu ở vị trí half back cho Manchester City từ năm 1901 đến năm 1906.
Frost ra mắt Manchester City vào tháng 9 năm 1901 trong thất bại 3-1 trước Everton. Ông là một phần của đội bóng City đánh bại Bolton Wanderers 1-0 để vô địch tại Chung kết Cúp FA 1904.
Ông có 103 lần ra sân ở Giải vô địch cho Manchester City và ghi 4 bàn thắng. Sau đó ông thi đấu cho Millwall trước khi chấn thương dây chằng buộc ông phải giải nghệ.

## Danh hiệu
Manchester City
- Cúp FA (1): 1904